# Кукурузная кампания

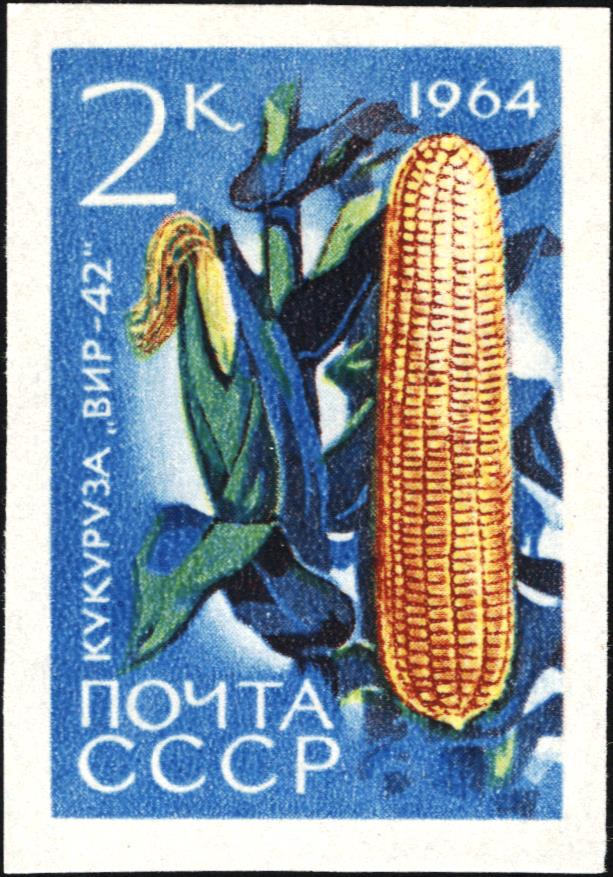
Почтовая марка СССР, 1964 год. Сельскохозяйственные культуры СССР. Кукуруза сахарная, или маис «ВИР-42»

Кукуру́зная кампа́ния, «кукурузация» — попытка массового внедрения кукурузы в сельском хозяйстве СССР в 1956—1964 годах. Кукурузная кампания была инициативой первого секретаря ЦК КПСС Никиты Хрущёва и продолжалась до конца его пребывания у власти.

## История

### Предпосылки
Никита Хрущёв был избран первым секретарём ЦК КПСС в сентябре 1953 года и вскоре сосредоточил в своих руках и политическую, и исполнительную власть в стране. К началу 1950-х годов СССР по уровню развития в аграрном секторе, несмотря на позитивные перемены предыдущих десятилетий, сильно отставал от европейских стран и США. Урожайность зерновых культур была низкой — в 1950 году в СССР собирали всего 7,2 центнера зерна с гектара. Хрущёв изыскивал средства радикальной модернизации аграрной сферы — в том числе и для того, чтобы показать, что социалистическая система управления является более эффективной, чем западная модель. Тот же сентябрьский пленум ЦК КПСС 1953 года провозгласил курс «всенародной борьбы за крутой подъём сельского хозяйства» и поставил задачу за 2-3 года «в достатке удовлетворить растущие потребности населения нашей страны в продовольственных продуктах и обеспечить сырьем легкую и пищевую промышленность».
Кукуруза выращивалась в СССР и до хрущёвской кампании, хотя и не в столь больших количествах по сравнению с другими зерновыми культурами — в 1954 году её посадки составляли около 3,5 миллионов гектаров. 22 января 1954 года Хрущёв написал для президиума ЦК записку «Пути решения зерновой проблемы», где — в порядке приложения к основному тексту — сравнивал советский опыт выращивания зерновых с американским. По замечанию Хрущёва, удельный вес посевов кукурузы в СССР составлял 3,6 процента от всех зерновых, а в США ― 36 процентов; Хрущёв указывал на высокую урожайность кукурузы в США и Канаде — соответственно 26,2 и 36,6 центнера с гектара. Гавриил Попов и Никита Аджубей описывали увлечение Хрущёва кукурузой как желание найти «золотой ключик», «палочку-выручалочку», «чудо-оружие», «чудо-средство», которое немедленно решило бы проблемы; таким же «чудо-средством», по их мнению, для него было освоение целины.

### Начало кампании
В 1955 году на январском пленуме ЦК КПСС Хрущёв выступил с докладом, легшим в основу Постановления ЦК КПСС «Об увеличении производства продуктов
животноводства» — в этом постановлении расширение посевов кукурузы провозглашалась крупнейшим резервом увеличения производства зерна; Хрущёв утверждал, что посевы этой «наиболее урожайной» зерновой культуры «могут и должны» производиться в больших размерах почти во всех сельскохозяйственных районах страны. Постановление предполагало, что к 1960 году посевные площади под кукурузу необходимо довести не менее чем до 28 миллионов гектаров.
В июле 1955 года советская делегация во главе с министром сельского хозяйства СССР Владимиром Мацкевичем посетила США; в числе прочих мест Мацкевич и его спутники побывали и на ферме предпринимателя Росуэлла Гарста, основателя компании Garst & Thomas Co, в штате Айова. По итогам визита Мацкевич подготовил 400-страничный отчёт, в котором достижения в аграрном секторе США объяснялись прежде всего наличием значительного количества посевов кукурузы, бобовых культур, их высокой урожайностью и широким использованием в качестве основного корма для крупнорогатого скота. Особое внимание в своём отчёте Мацкевич обращал на опыт калибровки и селекции кукурузных семян и выращивания гибридных сверхурожайных сортов кукурузы. По приглашению Мацкевича Гарст в числе делегации из 12 американских фермеров посетил СССР в октябре 1955 года — он стал гостем на Выставке достижений народного хозяйства, поехал в Киев и Одессу, а также побывал в Ялте, где пообщался с самим Хрущёвым, крайне заинтересованным в выращивании кукурузы. По итогам этого визита СССР закупил у Гарста за золото 5 тысяч тонн семян кукурузы, в том числе и семена элитных сортов — из них на Одесской селекционной станции успешно выращивали свои гибриды. 22-23 сентября 1959 года Хрущёв в ходе поездки в США и сам посетил айовскую ферму Гарста; его внимание привлекли новые технологии — использование гранулированных удобрений вместо привычного засаживания полей бобовыми культурами, траншейный способ силосования кукурузы с початками и стеблями на корм скоту.

### Развёртывание кампании
В сентябре 1956 года в Москве прошёл Всесоюзный семинар по кукурузе, на котором Хрущёв назвал кукурузу «танком в руках бойцов», дающим сельхозпроизводителям возможность преодолевать преграды на пути к созданию изобилия продуктов для советского народа. Ещё одной заметной вехой в планах «кукурузации» стало выступление Хрущёва 22 мая 1957 года в Ленинграде на совещании партийно-хозяйственного актива Северо-Запада страны — первый секретарь провозгласил о планах «догнать и перегнать» Америку за три года по производству мяса, молока и масла на душу населения; увеличение посевов кукурузы как корма для крупного рогатого скота, по задумке Хрущёва, должно было обеспечить исполнение этих планов.
Центрами выращивания кукурузы в СССР были Северный Кавказ, Украина и Молдавия — тёплые южные регионы СССР, где кукурузу традиционно выращивали и до начала хрущёвской кампании; однако в её рамках выращивание кукурузы началось и в северных регионах вплоть до Вологодской области. В 1956 году площади посевов кукурузы в СССР составили 18 миллионов гектаров; к 1962 году на пике кукурузной кампании — 37 миллионов. Под посевы кукурузы были заняты земли, на которых раньше выращивались технические культуры и кормовые травы. В кампанию по внедрению кукурузы были включены средства массовой информации и научно-исследовательские институты, советские известные ученые-аграрники, передовики сельскохозяйственного производства и руководители региональных партийных комитетов. Пользе кукурузы посвящались документальные фильмы, создавались комсомольские и пионерские звенья кукурузоводов, о ней писались стихи; «кукурузная тема» постоянно поднималась на радио, телевидении, концертных площадках.

### Кризис и отставка Хрущёва
В 1959—1962 годах темпы прироста сельскохозяйственного производства снизились с 7,6 до 1,7 %. В 1962 году в большей части Нечерноземья и восточных областей страны большая часть урожая кукурузы погибла. В 1962—1963 годах СССР столкнулся с зерновым кризисом и дефицитом хлеба. Помимо кукурузной кампании и общего неурожая зерновых, на состояние советского сельского хозяйства отрицательно влияли и постоянно проводимые в хрущёвский период реформы управления, как экономическая реформа 1957 года или реформа административно-территориального деления в 1962—1963 годах.
В октябре 1964 года в результате открытого заговора Никита Хрущёв был смещён со всех занимаемых постов; кукурузная кампания была быстро свернута, и в брежневские времена значительная часть пахотных земель была занята пшеницей и рожью, в том числе и в тех районах, где кукурузу успешно выращивали на протяжении многих десятилетий. При этом проблема дефицита продовольственных товаров, и в первую очередь мясомолочной продукции, так и не была решена до распада СССР.

## В массовой культуре
Появилось много шуток и анекдотов на тему кукурузной кампании, например:
— Никита Сергеевич, а мой папа говорит, что вы запустили не только спутник, но и сельское хозяйство.

— Скажи своему папе, что я сажаю не только кукурузу.
В 1957 году был снят мультфильм «Чудесница». В 1961 году был снят цветной фильм «Кукуруза-волшебница».
В 1988 году группа «Коммунизм» выпустила песню «Мы Америку догоним на советской скорости!», в рамках которой положила стихи В. Русакова на музыку Гершона Кингсли «Popcorn».
Русский поэт Игорь Тальков отразил тему кукурузной кампании и её идейного вдохновителя Н. С. Хрущёва в своей песне «Стоп! Думаю себе…».